# Świnoujście Główne
Świnoujście Główne – nieistniejąca obecnie stacja kolejowa w Świnoujściu. Znajdowała się ona przy dzisiejszej ulicy Grunwaldzkiej.